# 谷口智昭
谷口 智昭（たにぐち ともあき、1982年8月26日 - ）は、日本の元ラグビー選手。

## プロフィール
- 兵庫県出身。
- ポジションはロック(LO)。
- 身長 193cm、体重 124kg
- ニックネームはぐっさん。
- 高校で初めてラグビーを始める。当時のメンバーも初心者ばかりでとても試合には勝てなかった。
- 日本代表キャップは12。（2016年6月現在）
- U23日本代表に選ばれたことがある[1]。
- 日本Ａ代表に選ばれたことがある[2]。
- 関西代表に選ばれたことがある[3]。

## 来歴
2001年、東播工業高校卒業後、立命館大学に入る。
2005年、立命館大学卒業後、トヨタ自動車ヴェルブリッツに加入。同年9月17日に行われたジャパンラグビートップリーグ第1節のサントリーサンゴリアス戦に途中出場で公式戦初出場を果たした。
2014年12月にトップリーグ通算100試合出場を達成した。
2018年、現役を引退した。

## 受賞歴
- 2007-08トップリーグベスト15